# Finta Aba

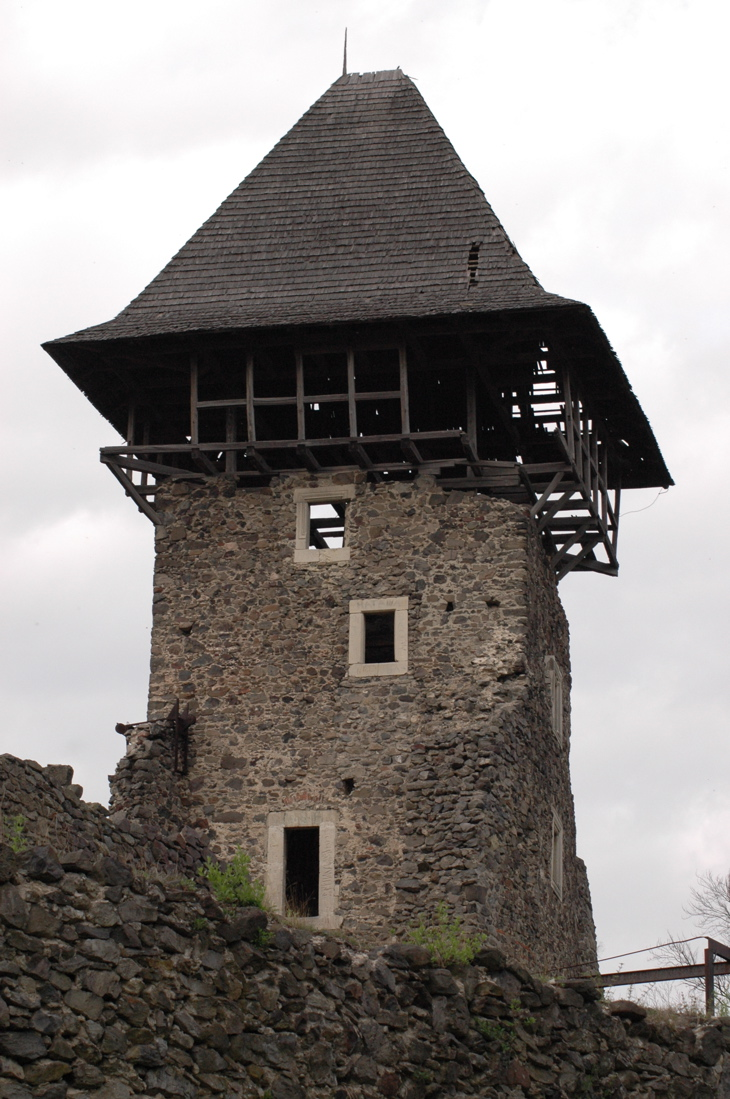
Castelul Nevicke din Rutenia subcarpatică, azi în Ucraina, a fost rezidit din piatră în anul 1280 de către Finta Aba

Finta Aba (în maghiară Aba Finta, sau Aba nembéli Szalánci Finta,  ? -  1284 sau 1287)
a fost un nobil maghiar, voievod al Transilvaniei între anii 1278-1280, palatin (nádor) al Ungariei între iulie 1280 - iulie 1281.

## Familia
Finta Aba era fiul ișpanului de Ujvár, Dávid Aba (decedat în 1280), reprezentant al ramurii Széplak a familiei nobiliare Aba. A avut o soră și doi frați - Amadé Aba, care a ocupat și el funcția de palatin al Regatului Ungariei, și Peter Aba, care a fost jude regal.

## Biografie

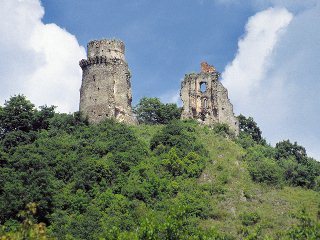
Castelul Slanec (Szalánc) al lui Finta Aba, în zona Košice din Slovacia, unde el a fost înfrânt de oastea regelui Ladislau Cumanul

Numele lui Finta Aba apare în izvoarele istorice maghiare în perioada dintre anii 1275-1282. La finele anului 1277 și începutul anului 1278, alături de György Baksa, el a luat parte, in slujba regelui Ladislau al IV-lea Cumanul, la reprimarea răscoalei nobililor Loránd (sau Rolánd) Márkfi și Gregen Gyerege si cucerirea teritoriului stăpânit de aceștia în regiunea dintre Transilvania și Zips (Szepesség).
În toamna anului 1278 Finta a devenit voievod al Transilvaniei. În acea perioada a izbucnit un conflict acerb între regele Ladislau al IV-lea și biserica catolică, reprezentată mai ales de legatul papal, episcopul Filip (trimis de papa Nicolae al III-lea. Biserica a reacționat cu consternare la neaplicarea legilor adoptate cu privire la așezarea cumanilor șamaniști și convertirea lor la creștinism, în vreme ce regele ducea o viață de desfrâu în mijlocul acestei populații, cu care se înrudea prin mama sa și cu care se identifica tot mai mult.
După ce a fost excomunicat, în anul 1279, regele  a ordonat arestarea episcopului Filip și deținerea lui de către cumani. 
Multi dintre nobili, între care și Finta Aba, erau revoltați de comportarea regelui și de creșterea influenței nomazilor cumani în regat, și au luat partea Bisericii. În  ianuarie 1280 Finta l-a capturat pe rege și l-a predat în mâinile nobilului Roland Borșa. 
. Apoi el a reușit să impună o reconciliere între biserică și rege,. Atât legatul papal, cât și regele au fost eliberați,acesta din urmă făgăduind că va aplica în sfârșit legea asupra cumanilor.
In urma interventiei sale, Finta Aba a fost recompensat cu administrarea ținutului Ung (cu capitala la Ungvár, care, în zilele noastre, este impărțit între Ucraina și Slovacia.
În această regiune el a ridicat castelul Nevicke, ale cărui ruine se văd și astăzi.
În vara 1280 a părăsit Finta Aba conducerea Transilvaniei, pentru a deveni palatin al regatului Ungariei. De asemenea a primit dregătoriile de jude al cumanilor și ișpan al comitatelor Somogy și Sopron. Când cumanii, dezamăgiți de schimbarea politicii regelui, au încercat să fugă din regat, dar regele și oștile nobiliare, inclusiv de sub comanda lui Finta, i-au urmărit și i-au înfrânt pe câmpul de luptă.
In cele din urma, regele Ladislau a hotărât că a sosit momentul să-l pedepsească pe Finta Aba pentru umilințele la care l-a supus cu doi ani inainte, și l-a demis din toate funcțiile. Potrivit cu cronica lui Simon Kézai, Finta a fost acuzat de lesmaiestate (laesio maestatis).
El a încercat în vara 1281 să răscoale împotriva regelui ținuturile Abauj și Gömör , dar in cele din urmă, după o aprigă rezistență. a fost înfrânt în asediul castelului său de la Szalánc,   
După diferite surse a murit în 1284 sau 1287.
Finta Aba a fost căsătorit și a avut o fiică, Klára, care s-a măritat cu nobilul Gyula Siklos.

## Legături și surse exterioare
- Gyula Kristó Histoire de la Hongrie Médiévale, tome I, Le temps des Arpades, Presses   Universitaires de Rennes,2000,
- Istoria castelului Nevicke
- Károly Szabó Kún László Budapest, Mehner kiadása 1886
- Homan Szekfű Magyar TörténetBudapest, Király Magyar Egyetemi Nyomda 1928
- Bánlaki József  A magyar nemzet hadtörténelme Arcanum adatbázis Kft 2001 p.467